# Trattato di Nymphenburg (1741)
Il trattato di Nymphenburg fu stipulato il 28 maggio 1741 tra il ducato di Baviera e la Spagna nel castello di Nymphenburg a Monaco di Baviera.
Il principe elettore bavarese Carlo Alberto di Baviera con questo trattato si assicurò il sostegno della Spagna nella battaglia per il trono del Sacro Romano Impero dopo l'incoronazione di Maria Teresa ad imperatrice d'Austria. Il trattato doveva non solo assicurargli il trono imperiale ma anche procurargli una parte, ancora da definire, del territorio austriaco. In cambio la Spagna avrebbe dovuto ottenere i territori italiani in mano austriaca. La conclusione del trattato contribuì in modo determinante allo scoppio della guerra di successione austriaca.